# Panjan Kissana
Panjan Kissana (o Punjan Kasana) (en punyabí: پنجن کسانہ) es una localidad del distrito de Gujrat en Pakistán. Pertenece al tehsil de Kharian.
Se encuentra a una altitud de 262 m sobre el nivel del mar.